# Vladimir Aïtoff

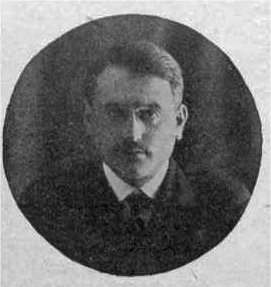
Retrato de Vladimir Aïtoff, entre 1914 y 1918.

Vladimir Aïtoff, (París, 5 de agosto de 1879 – París, 6 de septiembre de 1963) fue un suboficial del ejército francés, médico y jugador francés de rugby a XV.

## Biografía
Era hijo de David Alexandrovitvh Aitov (1854-1933), emigrante revolucionario ruso y francmasón.

## Campeón Olímpico
Durante sus estudios de medicina, Vladimir Aïtov, fue jugador titular del equipo de rugby Racing Club de France, jugando como tercera línea central o lateral. Formó parte de la selección de la Union des sociétés françaises de sports athlétiques, consiguiendo la medalla de oro en los Juegos Olímpicos de París 1900, por delante de Alemania e Inglaterra.

## Estudios de medicina
En 1903 y 1904, es un estudiante alumno del eminente neurólogo Joseph Babinski. En 1905 emigra a San Petersburgo donde se convierte en médico del Hospital francés.

## Soldado de la Primera Guerra Mundial
Cuando estalla la Primera Guerra Mundial, queda integrado como suboficial en la misión militar francesa de Rusia. Su comportamiento ejemplar hace que sea condecorado varias veces y es también objeto de muchas citaciones. Fue nombrado caballero de La Legión de Honor en 1920.

## Médico
Acabada la guerra, es un afamado médico en los Hospitales de París, especializado en enfermedades relacionadas con el alcoholismo. Comprometido en la lucha contra la prostitución y el alcoholismo, es uno de los miembros fundadores del Movimiento Vida Libre.

## Deportación
En agosto de 1944, durante la ocupación alemana de Francia, es deportado a Buchenwald, de donde vuelve sano y salvo al finalizar la guerra.

## Familia
Era hermanastro de la pianista Irène Aïtoff.

## Palmarés deportivo
- Campeón olímpico de rugby en 1900.
- Campeón de Francia en rugby en  los años 1900 y 1902.

## Obras
- Dr. Aïtoff.,Contribution à l'étude des effets du sulfure de carbone ; G. Steinhail, Paris, 1905
- Dr. Aïtoff., Quelques réflexions sur la prostitution réglementée ; Ligue française pour le relèvement de la moralité publique, Paris 1941
- Dr. Aïtoff., Le Problème de l'alcoolisme ; Cartel d'action morale et sociale ; Ligue nationale contre l'alcoolisme, Paris 1949
- Dr. Aïtoff., Ce que tout Français devrait savoir ; Comité de défense contre l'alcoolisme, Paris 1956